# 所さんのまっかなテレビ
『所さんのまっかなテレビ』（ところさんのまっかなテレビ）は、日本テレビ系列局ほかで放送されていた生放送の日本テレビ製作のバラエティ番組である。日本テレビ系列局では1990年4月16日から同年7月2日まで、毎週月曜20:00 - 20:54（日本標準時）に放送。

## 概要
20年半続いた『トップテンシリーズ』に代わる番組としてスタート。クイズあり（コーナータイトルは「クイズ!バカかもしんない」）、トークありの内容で放送されていた所ジョージの冠番組。前番組『歌のトップテン』からの流れで、日本テレビGスタジオからの生放送と各地からの生中継を実施していた。しかし視聴率が伸びず3ヶ月で打ち切りとなってしまった。そのつなぎ番組として開始したのが『世界まる見え!テレビ特捜部』（所はこの番組も続投）であり、半年の中断を経て現在でも続いている。

## 出演者
- 所ジョージ
- 伊東四朗
- SMAP（中居正広・木村拓哉・森且行・稲垣吾郎・草彅剛・香取慎吾）
- 東ちづる
- 西田ひかる
- 清水ミチコ
- 夏木ゆたか（レポーター）
- ほか

## スタッフ
- 構成：妹尾匡夫、すずまさ、矢頭浩、竹田康一郎／玉井冽
- 音楽：小堀ひとみ
- 演奏：ガッシュアウト、パセリクラブ
- ステージング：土居甫
- ディレクター：落合仁、舟沢謙二、松本直樹、長谷川賢一
- 演出：高木章雄、鈴木雅規
- プロデューサー：吉岡正敏、高木章雄
- 制作：遠藤克彦
- 製作著作：日本テレビ

## 放送局
系列は放送当時のもの。
| 放送対象地域   | 放送局             | 系列                                         | 備考   |
| -------------- | ------------------ | -------------------------------------------- | ------ |
| 関東広域圏     | 日本テレビ         | 日本テレビ系列                               | 製作局 |
| 北海道         | 札幌テレビ         | 日本テレビ系列                               |        |
| 青森県         | 青森放送           | 日本テレビ系列 テレビ朝日系列                |        |
| 岩手県         | テレビ岩手         | 日本テレビ系列                               |        |
| 宮城県         | ミヤギテレビ       | 日本テレビ系列                               |        |
| 秋田県         | 秋田放送           | 日本テレビ系列                               |        |
| 山形県         | 山形放送           | 日本テレビ系列 テレビ朝日系列                |        |
| 福島県         | 福島中央テレビ     | 日本テレビ系列                               |        |
| 山梨県         | 山梨放送           | 日本テレビ系列                               |        |
| 新潟県         | テレビ新潟         | 日本テレビ系列                               |        |
| 長野県         | テレビ信州         | 日本テレビ系列 テレビ朝日系列                |        |
| 静岡県         | 静岡第一テレビ     | 日本テレビ系列                               |        |
| 富山県         | 北日本放送         | 日本テレビ系列                               |        |
| 石川県         | テレビ金沢         | 日本テレビ系列                               |        |
| 福井県         | 福井放送           | 日本テレビ系列 テレビ朝日系列                |        |
| 中京広域圏     | 中京テレビ         | 日本テレビ系列                               |        |
| 近畿広域圏     | 読売テレビ         | 日本テレビ系列                               |        |
| 鳥取県・島根県 | 日本海テレビ       | 日本テレビ系列                               |        |
| 広島県         | 広島テレビ         | 日本テレビ系列                               |        |
| 山口県         | 山口放送           | 日本テレビ系列 テレビ朝日系列                |        |
| 徳島県         | 四国放送           | 日本テレビ系列                               |        |
| 香川県・岡山県 | 西日本放送         | 日本テレビ系列                               |        |
| 愛媛県         | 南海放送           | 日本テレビ系列                               |        |
| 高知県         | 高知放送           | 日本テレビ系列                               |        |
| 福岡県         | 福岡放送           | 日本テレビ系列                               |        |
| 長崎県         | テレビ長崎         | 日本テレビ系列 フジテレビ系列                |        |
| 熊本県         | くまもと県民テレビ | 日本テレビ系列                               |        |
| 大分県         | テレビ大分         | 日本テレビ系列 フジテレビ系列 テレビ朝日系列 |        |
| 宮崎県         | テレビ宮崎         | 日本テレビ系列 フジテレビ系列 テレビ朝日系列 |        |
| 鹿児島県       | 鹿児島テレビ       | 日本テレビ系列 フジテレビ系列                |        |
| 沖縄県         | 沖縄テレビ         | フジテレビ系列                               |        |

| 日本テレビ系列 月曜20:00枠                      | 日本テレビ系列 月曜20:00枠                              | 日本テレビ系列 月曜20:00枠                                          |
| 前番組                                          | 番組名                                                  | 次番組                                                              |
| ----------------------------------------------- | ------------------------------------------------------- | ------------------------------------------------------------------- |
| 歌のトップテン （1986年4月7日 - 1990年3月26日） | 所さんのまっかなテレビ （1990年4月16日 - 1990年7月2日） | 世界まる見え!テレビ特捜部（第1期） （1990年7月9日 - 1990年9月17日） |